# Шиалис, Михалис
Михалис Шиалис (греч. Μιχάλης Σιαλής; род. 1934) — кипрский футболист, автор первого гола в истории сборной Кипра.
На клубном уровне известен по выступлениям за «Анортосис». В сезоне 1961/1962 стал лучшим бомбардиром чемпионата Кипра, забив 22 гола.

## Карьера в сборной
13 ноября 1960 года дебютировал за сборную Кипра в её первом официальном матче в рамках отборочного турнира чемпионата мира 1962 против сборной Израиля, в котором открыл счёт на 29-й минуте. Матч закончился со счётом 1:1. 27 ноября принял участие в ответной встрече двух команд, которая завершилась поражением Кипра 6:1. Автором единственного гола сборной Кипра в этой встрече также стал Шиалис, реализовавший пенальти на 89-й минуте. По итогам двух матчей Кипр уступил Израилю с общим счётом 7:2 и завершил борьбу за выход на чемпионат мира. В дальнейшем в состав сборной не вызывался.